# 勒皮昂沃莱站
勒皮昂沃莱站，简称"勒皮站"，是法国的一个铁路车站，位于法国东南部城市，上卢瓦尔省的省会勒皮。

## 位置
勒皮昂沃莱站位于市区的中部偏东，老城区东侧。车站大致呈东北-西南走向，开口朝西北。车站东南侧设有大型露天停车场，可通过人行天桥连接。

## 车站历史
勒皮昂沃莱站修建于1866年，是上卢瓦尔省境内最大的火车站。历史上曾为一个地方性的铁路枢纽，曾于二十世纪初期计划修建前往普里瓦方向的铁路，但最终因技术原因而放弃。而勒皮－朗戈涅铁路也于1988年关闭。现仅剩圣乔治多拉克－圣艾蒂安铁路仍在运行，该铁路于2014年进行过大范围的维修，但尚未电气化。

## 站名
勒皮昂沃莱站原名勒皮站，因其所在的勒皮于1985年更名为勒皮昂沃莱而随之更名。本词条按照其全称而命名，但事实上"勒皮站"仍可代指勒皮昂沃莱站。

## 停靠线路
以下列车线路在勒皮昂沃莱站停靠：
| 勒皮昂沃莱站列车线路表                  |      |          |                  |              |
| 线路                                    | 车种 | 上一站   | 下一站           | 大致运行频率 |
| 克莱蒙费朗—勒皮昂沃莱                   | TER  | 达尔萨克 | （终点）         | 每天2~3趟    |
| 勒皮昂沃莱—圣艾蒂安/里昂帕尔迪厄        | TER  | （起点） | 卢瓦尔河畔拉武特 | 每天2~4趟    |
| 勒皮昂沃莱—圣艾蒂安/里昂帕尔迪厄/佩拉什 | TER  | （起点） | 沃雷             | 每天3~6趟    |
| 1.                                      |      |          |                  |              |

## 配套交通

### 长途客运
勒皮昂沃莱站对应的大巴车上下车地点位于车站前方的空地上。
| 停靠勒皮的大巴车 |                       | |
| 上下车地点       | 运营单位              | 主要目的地 |
| 勒皮昂沃莱站门口 | 上卢瓦尔省城际客运    | 朗戈涅、索盖、阿尔宗河畔克拉波讷、伊桑若、加泽耶河畔勒莫纳斯捷、勒布谢圣尼古拉                                                          |
| 勒皮昂沃莱站门口 | SNCF Car TER Auvergne | 朗戈涅、芒德、马尔沃若勒、布里尤德、昂贝尔、拉谢斯迪约、阿尔旺站 （当某条铁路线施工或罢工时，SNCF可能会提供途径该线路沿途站点的大巴车） |
| 1. 2. 3. 4.      |                       | |

### 市内交通
由于勒皮昂沃莱站门口道路狭窄，因此其车站门口没有直接对应的公交车站，距离其最近的公交车站分布于车站周围。
| 勒皮昂沃莱附近的公交线路 |                                                   |                                    |
| 公交车站名称             | 位置                                              | 停靠线路                           |
| Square Coiffier          | 车站西侧大约200米处的共和大道（由南向北单向设站） | 1路、3路、6路、7路、8路、9路、10路 |
| Place Cadelade           | 车站西侧大约250处的圣让郊区路（由北向南单向设站） | 1路、3路、6路、7路、8路、9路、10路 |
| Passerelle Coloin        | 车站北侧的人行天桥东侧出口                        | 2路                                |
| 1.                       |                                                   |                                    |

## 临近车站
| 勒皮昂沃莱站（勒皮站）（Gare du Puy-en-Velay） |                            |                    |
| 上行车站                                       | 线路                       | 下行车站           |
| 达尔萨克站                                     | 圣乔治多拉克－圣艾蒂安铁路 | 卢瓦尔河畔拉武特站 |
| - 本表仅显示运营中的线路及车站                 |                            |                    |